# Niels Meijer
Niels Meijer (Santpoort, 24 november 1980) is een voormalig professioneel basketballer. Hij komt uit een basketbalfamilie waarvan Niels, zijn broer en zijn zus allen de sport al op jonge leeftijd beoefenden bij Velser Basketballclub Akrides in IJmuiden. 
Niels Meijer heeft zowel defensieve als offensieve kwaliteiten. Hij speelde in de periode 1998-2000 voor Almere Pioneers, waarna hij een contract sloot bij Astronauts Amsterdam. Met Amsterdam werd hij in 2001, 2002 en 2005 landskampioen.
Meijer gaf meteen na de play-offs in 2006 aan bij Hanzevast Capitals in Groningen te willen spelen, waar hij twee seizoenen speelde.
Op 1 juni 2008 tekende hij een contract voor twee seizoenen bij Zorg en Zekerheid Leiden. In april 2009 moest Meijer stoppen vanwege knieproblemen.